# Supercopa de Brasil de Futsal
La Supercopa de Brasil de Futsal es una competición que se realiza anualmente la Confederación Brasileña de Futsal y reúne a los campeones del Campeonato Brasileño de Futsal, la Copa de Brasil de Futsal y de la Taça Brasil de Futsal de la temporada anterior en la definición del lugar brasileño en la Copa Libertadores de Futsal. La primera edición se realizó en el 2016 en la ciudad catarinense de Jaraguá do Sul y el equipo local, AD Jaraguá, fue el primer campeón al derrotar a Carlos Barbosa.

## Participantes
- Campeón del Campeonato Brasileño de Futsal (desde 2025)
- Campeón de la Taça Brasil de Futsal
- Campeón de la  Copa de Brasil de Futsal (desde 2019)
- Representante de la ciudad anfitriona (2019)
- Campeón de la Liga Sur (2023)
- Campeón de la Copa del Noreste (2023)

## Ediciones
| # | Año  | Sede              | Final          | Final              | Final          |
| # | Año  | Sede              | Campeón        | Resultado          | Subcampeón     |
| 1 | 2016 | Jaraguá do Sul    | Jaraguá        | 2 – 2 (3 – 2 pen.) | Carlos Barbosa |
| 2 | 2017 | Carlos Barbosa    | Carlos Barbosa | 2 – 1              | Corinthians    |
| 3 | 2018 | Sorocaba          | Magnus Futsal  | 3 – 0              | Atlântico      |
| 4 | 2019 | Francisco Beltrão | Corinthians    | 4 – 2              | Marreco Futsal |
| 5 | 2020 | Erechim           | Corinthians    | 1 - 1 (5 - 4 pen.) | Pato Futsal    |
| 6 | 2021 | Sorocaba          | Magnus Futsal  | 5 - 1              | Minas          |
| 7 | 2023 | Maracajú          | Joinville      | 4 - 1              | Magnus Futsal  |
| 8 | 2024 | Jaraguá do Sul    | Magnus Futsal  | 5 - 1              | Praia Clube    |

## Títulos de equipo
| Club                               | Campeón | Años             | Subcampeón | Años |
| ---------------------------------- | ------- | ---------------- | ---------- | ---- |
| Magnus (Sorocaba)                  | 3       | 2018, 2021, 2024 | 1          | 2023 |
| Corinthians (São Paulo)            | 2       | 2019, 2020       | 1          | 2017 |
| Carlos Barbosa (Carlos Barbosa)    | 1       | 2017             | 1          | 2016 |
| Joinville (Joinville)              | 1       | 2023             | 0          | –    |
| Jaraguá (Jaraguá do Sul)           | 1       | 2016             | 0          | –    |
| Atlântico (Erechim)                | 0       | –                | 1          | 2018 |
| Marreco Futsal (Francisco Beltrão) | 0       | –                | 1          | 2019 |
| Pato Futsal (Pato Branco)          | 0       | –                | 1          | 2020 |
| Minas (Belo Horizonte)             | 0       | –                | 1          | 2021 |
| Praia Clube (Uberlândia)           | 0       | –                | 1          | 2024 |

## Títulos por estado
| Estado             | Títulos |
| ------------------ | ------- |
| São Paulo          | 5       |
| Santa Catarina     | 2       |
| Río Grande del Sur | 1       |